# Dandé (Burkina Faso)
Pour les articles homonymes, voir Dandé.
Cet article concerne le village chef-lieu. Pour le département et la commune rurale, voir Dandé (département).
Dandé est un village du département et la commune rurale de Dandé, dont il est le chef-lieu, situé dans la province du Houet et la région du Hauts-Bassins au Burkina Faso.

## Géographie

### Situation et environnement
Dandé est située à 25 km au nord de Bama et à 55 km au nord-ouest de Bobo-Dioulasso.

### Démographie
- En 2006, le village comptait 11 497 habitants recensés[1].

## Transports
Le village est traversé par la route nationale 9 qui va de la capitale régionale Bobo-Dioulasso au sud-est jusqu'au village de Faramana au nord-ouest, à la frontière avec le Mali (où elle rejoint la route nationale 12 vers Koutiala et Bla).

## Éducation et santé
Le village de Dandé dispose d'un centre médical avec une antenne chirurgicale, ainsi que d'un centre de santé et de promotion sociale (CSPS).